# Brasil Open 2013 - Qualificazioni singolare
Le qualificazioni del singolare  del Brasil Open 2013 sono state un torneo di tennis preliminare per accedere alla fase finale della manifestazione. I vincitori dell'ultimo turno sono entrati di diritto nel tabellone principale. In caso di ritiro di uno o più giocatori aventi diritto a questi sono subentrati i lucky loser, ossia i giocatori che hanno perso nell'ultimo turno ma che avevano una classifica più alta rispetto agli altri partecipanti che avevano comunque perso nel turno finale.

## Teste di serie
1. João Sousa (primo turno)
2. Martín Alund (ultimo turno, Lucky Loser)
3. Rogério Dutra da Silva (secondo turno)
4. Federico Delbonis (primo turno)

1. Gastão Elias (secondo turno)
2. Thiago Alves (secondo turno)
3. João Souza (qualificato)
4. Paul Capdeville (qualificato)

## Qualificati
1. Guilherme Clezar
2. Jorge Aguilar

1. João Souza
2. Paul Capdeville

### Lucky Loser
1. Martín Alund

## Tabellone qualificazioni

### Legenda
| - Q = Qualificato - WC = Wild card - LL = Lucky loser | - ALT = Alternate - SE = Special Exempt - PR = Protected Ranking | - w/o = Walkover - r = Ritirato - d = Squalificato |

### Sezione 1
|  | Primo turno           | Primo turno           | Primo turno      | Primo turno | Primo turno |  |  | Secondo turno      | Secondo turno         | Secondo turno         | Secondo turno         | Secondo turno         |   |   | Ultimo turno     | Ultimo turno     | Ultimo turno     | Ultimo turno | Ultimo turno |  |
|  |                       |                       |                  |             |             |  |  |                    |                       |                       |                       |                       |   |   |                  |                  |                  |              |              |  |
|  | 1                     | João Sousa            | 6                | 63          | 2           |  |  |                    |                       |                       |                       |                       |   |   |                  |                  |                  |              |              |  |
|  |                       | Alejandro González    | 4                | 7           | 6           |  |  | Alejandro González | Alejandro González    | 4                     | 7                     | 4                     |   |   |                  |                  |                  |              |              |  |
|  | Alt                   | Augusto Laranja       | Augusto Laranja  | 3           | 4           |  |  | Guilherme Clezar   | Guilherme Clezar      | 6                     | 5                     | 6                     |   |   |                  |                  |                  |              |              |  |
|  |                       | Guilherme Clezar      | Guilherme Clezar | 6           | 6           |  |  |                    |                       |                       |                       |                       |   |   | Guilherme Clezar | Guilherme Clezar | Guilherme Clezar | 6            | 6            |  |
|  | Julio César Campozano | Julio César Campozano | 7                | 3           | 6           |  |  |                    |                       | Julio César Campozano | Julio César Campozano | Julio César Campozano | 3 | 4 |                  |                  |                  |              |              |  |
|  | Dušan Lajović         | Dušan Lajović         | 5                | 6           | 4           |  |  |                    | Julio César Campozano | Julio César Campozano | 6                     | 7                     |   |   |                  |                  |                  |              |              |  |
|  | WC                    | Bruno Sant'Anna       | Bruno Sant'Anna  | 1           | 2           |  |  | 5                  | Gastão Elias          | Gastão Elias          | 2                     | 6                     |   |   |                  |                  |                  |              |              |  |
|  | 5                     | Gastão Elias          | Gastão Elias     | 6           | 6           |  |  |                    |                       |                       |                       |                       |   |   |                  |                  |                  |              |              |  |

### Sezione 2
|  | Primo turno             | Primo turno             | Primo turno             | Primo turno | Primo turno |  |  | Secondo turno | Secondo turno     | Secondo turno     | Secondo turno | Secondo turno |   |   | Ultimo turno | Ultimo turno | Ultimo turno | Ultimo turno | Ultimo turno |  |
|  |                         |                         |                         |             |             |  |  |               |                   |                   |               |               |   |   |              |              |              |              |              |  |
|  | 2                       | Martín Alund            | 7                       | 4           | 6           |  |  |               |                   |                   |               |               |   |   |              |              |              |              |              |  |
|  |                         | Facundo Bagnis          | 65                      | 6           | 2           |  |  | 2             | Martín Alund      | Martín Alund      | 6             | 6             |   |   |              |              |              |              |              |  |
|  | Marco Trungelliti       | Marco Trungelliti       | Marco Trungelliti       | 6           | 6           |  |  |               | Marco Trungelliti | Marco Trungelliti | 2             | 1             |   |   |              |              |              |              |              |  |
|  | Sergio Gutiérrez Ferrol | Sergio Gutiérrez Ferrol | Sergio Gutiérrez Ferrol | 3           | 1           |  |  |               |                   |                   |               |               |   |   | 2            | Martín Alund | 6            | 6            | 65           |  |
|  | Jorge Aguilar           | Jorge Aguilar           | Jorge Aguilar           | 6           | 6           |  |  |               |                   |                   | Jorge Aguilar | 3             | 7 | 7 |              |              |              |              |              |  |
|  | Ricardo Hocevar         | Ricardo Hocevar         | Ricardo Hocevar         | 4           | 3           |  |  |               | Jorge Aguilar     | 6                 | 62            | 6             |   |   |              |              |              |              |              |  |
|  | WC                      | Thiago Monteiro         | Thiago Monteiro         | 64          | 2           |  |  | 6             | Thiago Alves      | 2                 | 7             | 4             |   |   |              |              |              |              |              |  |
|  | 6                       | Thiago Alves            | Thiago Alves            | 7           | 6           |  |  |               |                   |                   |               |               |   |   |              |              |              |              |              |  |

### Sezione 3
|  | Primo turno      | Primo turno            | Primo turno            | Primo turno | Primo turno |  |  | Secondo turno | Secondo turno          | Secondo turno          | Secondo turno | Secondo turno |   |   | Ultimo turno | Ultimo turno | Ultimo turno | Ultimo turno | Ultimo turno |  |
|  |                  |                        |                        |             |             |  |  |               |                        |                        |               |               |   |   |              |              |              |              |              |  |
|  | 3                | Rogério Dutra da Silva | Rogério Dutra da Silva | 6           | 6           |  |  |               |                        |                        |               |               |   |   |              |              |              |              |              |  |
|  |                  | Agustín Velotti        | Agustín Velotti        | 4           | 3           |  |  | 3             | Rogério Dutra da Silva | Rogério Dutra da Silva | 5             | 6             |   |   |              |              |              |              |              |  |
|  | Javier Martí     | Javier Martí           | Javier Martí           | 7           | 7           |  |  |               | Javier Martí           | Javier Martí           | 7             | 7             |   |   |              |              |              |              |              |  |
|  | Frederico Gil    | Frederico Gil          | Frederico Gil          | 65          | 5           |  |  |               |                        |                        |               |               |   |   |              | Javier Martí | Javier Martí | 4            | 4            |  |
|  | Gianluca Naso    | Gianluca Naso          | 4                      | 6           | 6           |  |  |               |                        | 7                      | João Souza    | João Souza    | 6 | 6 |              |              |              |              |              |  |
|  | Facundo Argüello | Facundo Argüello       | 6                      | 3           | 4           |  |  |               | Gianluca Naso          | 65                     | 6             | 3             |   |   |              |              |              |              |              |  |
|  |                  | Dustin Brown           | Dustin Brown           | 6(1)        | 3           |  |  | 7             | João Souza             | 7                      | 3             | 6             |   |   |              |              |              |              |              |  |
|  | 7                | João Souza             | João Souza             | 7           | 6           |  |  |               |                        |                        |               |               |   |   |              |              |              |              |              |  |

### Sezione 4
|  | Primo turno | Primo turno        | Primo turno      | Primo turno | Primo turno |  |  | Secondo turno | Secondo turno      | Secondo turno      | Secondo turno   | Secondo turno   |   |   | Ultimo turno | Ultimo turno   | Ultimo turno   | Ultimo turno | Ultimo turno |  |
|  |             |                    |                  |             |             |  |  |               |                    |                    |                 |                 |   |   |              |                |                |              |              |  |
|  | 4           | Federico Delbonis  | 6                | 3           | 3           |  |  |               |                    |                    |                 |                 |   |   |              |                |                |              |              |  |
|  |             | Tejmuraz Gabašvili | 2                | 6           | 6           |  |  |               | Tejmuraz Gabašvili | Tejmuraz Gabašvili | 4               | 3               |   |   |              |                |                |              |              |  |
|  | WC          | Pedro Zerbini      | 7                | 4           | 4           |  |  | PR            | Julian Reister     | Julian Reister     | 6               | 6               |   |   |              |                |                |              |              |  |
|  | PR          | Julian Reister     | 67               | 6           | 6           |  |  |               |                    |                    |                 |                 |   |   | PR           | Julian Reister | Julian Reister | 1            | 3            |  |
|  |             | Guido Andreozzi    | Guido Andreozzi  | 7           | 6           |  |  |               |                    | 8                  | Paul Capdeville | Paul Capdeville | 6 | 6 |              |                |                |              |              |  |
|  | WC          | Fabiano de Paula   | Fabiano de Paula | 5           | 2           |  |  |               | Guido Andreozzi    | 3                  | 6               | 2               |   |   |              |                |                |              |              |  |
|  |             | Steven Diez        | Steven Diez      | 3           | 2           |  |  | 8             | Paul Capdeville    | 6                  | 1               | 6               |   |   |              |                |                |              |              |  |
|  | 8           | Paul Capdeville    | Paul Capdeville  | 6           | 6           |  |  |               |                    |                    |                 |                 |   |   |              |                |                |              |              |  |